# Nordeste
Nordeste (nɔɾ'dɛʃt(ɨ)) è un comune portoghese di 4.920 abitanti (2011) situato nella regione autonoma delle Azzorre, situato nella parte nord orientale dell'Isola di São Miguel.
La città di Nordeste è posizionata ad est di Ponta Delgada e Vila Franca do Campo, a est di Ribeira Grande e nord-est di Furnas, una strada la collega a Ponta Delgada e Lagoa e a Ribeira Grande.

Nordeste ha una scuola, un liceo, un ginnasio, un ufficio postale e una piazza. La gran parte del territorio è costituito da terreni agricoli e alcune foreste.

## Geografia fisica
|                       | Nord: Oceano Atlantico |                       |
| Ovest: Ribeira Grande | Nordeste               | Est: Oceano Atlantico |
|                       | Sud: Povoação          |                       |

## Società

### Evoluzione demografica
| Popolazione di Nordeste (1849 – 2004) | Popolazione di Nordeste (1849 – 2004) | Popolazione di Nordeste (1849 – 2004) | Popolazione di Nordeste (1849 – 2004) | Popolazione di Nordeste (1849 – 2004) | Popolazione di Nordeste (1849 – 2004) | Popolazione di Nordeste (1849 – 2004) | Popolazione di Nordeste (1849 – 2004) | Popolazione di Nordeste (1849 – 2004) |
| ------------------------------------- | ------------------------------------- | ------------------------------------- | ------------------------------------- | ------------------------------------- | ------------------------------------- | ------------------------------------- | ------------------------------------- | ------------------------------------- |
| 1849                                  | 1900                                  | 1930                                  | 1960                                  | 1981                                  | 1991                                  | 2001                                  | 2004                                  | 2011                                  |
| 5447                                  | 10031                                 | 10006                                 | 11180                                 | 6803                                  | 5490                                  | 5291                                  | 5254                                  | 4920                                  |

## Freguesias
| Nome                         | Popolazione | Superficie | Densità  | Altitudine   | Localizzazione                       |
| ---------------------------- | ----------- | ---------- | -------- | ------------ | ------------------------------------ |
| Achada                       | 503         | 11,19 km²  | 45/km²   | 116 m s.l.m. | 37 N 25 W                            |
| Achadinha                    | 561         | 13,86 km²  | 40,5 km² | 84 m s.l.m.  | 37,85 (37°51') N 25,2833 (25°17') W  |
| Achada                       | -           | -          | -        | 212 m        | 37,85 (37°51') N 25,233 (25°14') W   |
| Lomba da Fazenda             | 885         | 14,83 km²  | 59,7 km² | -            | -                                    |
| Nordeste                     | 1 383       | 21,03 km²  | 65,8 km² | 179 m s.l.m. | 37,833 (37°50') N 25,1667 (25°16') W |
| Salga                        | 550         | 8,55 km²   | 64,3 km² | 1 m s.l.m.   | 37,85 (37°51') N 25,3 (25°18') W     |
| Santana                      | 449         | 7,32 km²   | 61,3 km² | -            | -                                    |
| Santo António de Nordestinho | -           | -          | -        | -            | -                                    |
| São Pedro de Nordestinho     | -           | -          | -        | 462 m s.l.m. | 37,85 (37°51') N 25,2 (25°12') W     |

## Suddivisione geografica
| Nome               | Latitudine        | Longitudine       | Altitudine |
| ------------------ | ----------------- | ----------------- | ---------- |
| Lomba das Fagundes | 37.75 (37°45') N  | 25.15 (25°9') E   | 0 m s.l.m. |
| Lomba do Cavaleiro | 37.75 (37°45') N  | 25.2667 (25°16) E | 0 m s.l.m. |
| Lomba dos Pos      | 37.733 (37°44') N | 25.233 (25°20') W | 0 m s.l.m. |

## Parrocchia di Nordeste
La parrocchia ha una popolazione di 1.383 abitanti (2001), la superficie è 21,03 km², la densità è 65,8 ab/km².
Le parrocchie più vicine sono:
- Água Retorta, sudovest
- Faial da Terra, ovest